# Rocaia
Rocaia (àrab: رقية, Ruqayya) (segle xiii) fou una captiva cristiana convertida a l'islam, esposa de l'emir hàfsida Muhàmmad al-Mustànsir de Tunis. De la seva existència només se'n té coneixement pel document de lliurament de la seu de Lleida de la relíquia del Sant Drap, el bolquer que feu servir Jesús, i no és citada per les fonts musulmanes.
Segons aquest document Guillemona, que era el nom cristià de Rocaia, fou captivada a una alqueria de Pollença (Mallorca) per unes naus tunisianes juntament amb sa mare, Elisenda, i el seu pare, de nom no registrat, poc després de la conquesta de Mallorca. Presentada davant l'emir Abu-Zakariyya Yahya ibn Abd-al-Wàhid la reservà pel seu fill primogènit, que la convertí a l'islam, li baratà el nom i la feu la seva esposa.
Muhàmmad al-Mustànsir tenia en el seu poder la relíquia del Sant Bolquer i un dia li mostrà a Rocaia. Un temps més tard la seva mare, que havia enviudat a Tunis, es casà de nou amb el mercader lleidatà, Arnau de Solsona, i decidí tornar amb ell a Lleida, aleshores Rocaia furtà la relíquia a l'emir i la lliurà a la seva mare que la portà amb ella però sense dir res al marit. Quan se n'adonà l'emir, es dirigí a Jaume I, amb qui estava amb bones relacions, per reclamar la devolució del drap, però com que Arnau de Solsona no en sabia res, aquesta no es va produir. Poc abans de la seva mort Elisenda va confessar la seva possessió al marit que també va guardar el secret fins que ell també va sentir que la mort se li acostava, aleshores va lliurar la relíquia al bisbe Guerau d'Andrià de la qual cosa, juntament amb el relat dels fets, se'n deixà constància documental per escriptura notarial signada a Lleida el 4 de desembre de 1297 per Guillem de Bellveí.